# Dabragezas
Dabragezas lub Dabragedzas (gr. Δαβραγέζας) – bizantyjski oficer pochodzący ze słowiańskiego plemienia Antów, służący w armii Justyniana Wielkiego. Znany jest z relacji Agatiasza Scholastyka.
W wojsku bizantyjskim pełnił funkcję taxiarchy, czyli naczelnika oddziału złożonego z 600 konnych. Walczył w wojnie persko-bizantyjskiej na przełomie 554/555 roku, operując na terytorium Lazyki (dzis. Gruzja). Etymologia imienia niepewna, Lubor Niederle i Marian Plezia odczytywali je jako Dobrogost, Max Vasmer natomiast jako Dobrojezd.